# Franz Rühl
Carl Friedrich Julius Peter Franz Rühl (* 26. Oktober 1845 in Hanau; † 3. Juli 1915 in Jena) war ein deutscher Historiker, der von 1876 bis 1911 als Professor in Königsberg wirkte. Er befasste sich mit allen Epochen der Geschichte vom Altertum bis in die Frühe Neuzeit, hauptsächlich aber mit der griechisch-römischen Antike und ihrer Rezeption im Mittelalter.

## Leben

### Herkunft und Familie

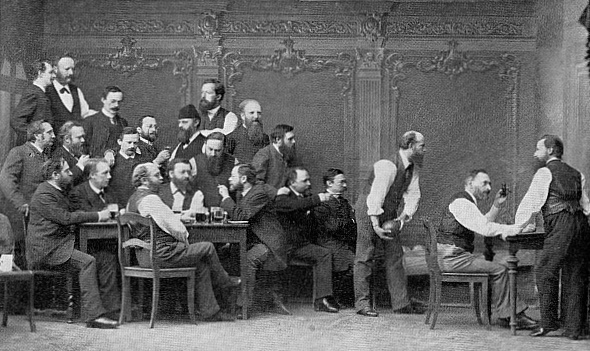
Franz Rühl (sitzend, 2. Reihe, 2. von links) beim Kegelabend des Vereins für wissenschaftliche Heilkunde

Franz Rühl war der Sohn des Hanauer Oberbürgermeisters August Rühl und seiner Frau Natalie geb. Weigel.
In Königsberg heiratete er 1876 Elise Henle, die Tochter des Anatomen Jakob Henle. Der 1882 geborene Geograph Alfred Rühl war der Sohn des Ehepaars. 

### Werdegang
Nach dem frühen Tod des Vaters 1850 wurde Franz Rühl von seiner Mutter aufgezogen. Er besuchte die Elementarschule in Hanau, dann die Realschule in Arolsen und schließlich das Gymnasium in Korbach. Weil er eine Laufbahn im kurhessischen Staatsdienst anstrebte, legte er das Abitur 1863 in Hanau ab. Anschließend studierte er Klassische Philologie an der Universität Jena (zwei Semester), in Berlin (zwei Semester), wieder in Jena (ein Semester) und schließlich in Marburg. Während seines Studiums beschäftigte sich Rühl mit Paläographie, Diplomatik, Philosophie, Rechtswissenschaft, Sprachwissenschaft, Volkswirtschaft, Geografie und Zoologie. Sein Hauptinteresse galt jedoch der Geschichtswissenschaft, besonders der Alten Geschichte. In seiner Geschichtsauffassung war er besonders von dem Jenenser Universalhistoriker Wilhelm Adolf Schmidt und vom Marburger Althistoriker, Philologen und Archäologen Kurt Wachsmuth geprägt. Ihnen widmete er auch seine Dissertation, Die Quellen Plutarchs im Leben des Kimon (Marburg 1867), die im Gegensatz zu den meisten althistorischen Qualifikationsarbeiten seiner Zeit in deutscher Sprache verfasst war. Kurz nach seiner Promotion legte Rühl das Staatsexamen in den Hauptfächern Geschichte und Philologie sowie im Nebenfach Erdkunde ab.
Nach dem Studium unternahm Rühl eine selbstfinanzierte Bildungsreise nach Italien, indem er für verschiedene Zeitungen als Korrespondent arbeitete. Nach seiner Rückkehr arbeitete Rühl in Hamburg als Privatlehrer und am Schleswiger Gymnasium, entschloss sich dann aber für die akademische Laufbahn und habilitierte sich 1871 an der Universität Leipzig. In seiner Habilitationsschrift beschäftigte er sich mit den Quellen des Historikers Marcus Iunianus Iustinus und der Verbreitung seines Geschichtswerkes im Mittelalter. Er fertigte eine neue textkritische Rezension der erhaltenen Handschriften an, die er in drei Klassen teilte. So bereitete er seine neue kritische Edition des Textes vor, die im November 1885 im B. G. Teubner Verlag unter dem Titel Justinus epitoma historiarum Philippicarum Pompeii Trogi erschien. Diese Ausgabe war bis nach seinem Tod maßgeblich und wurde 1935 von Otto Seel überarbeitet (Nachdruck 1972).
Nach seiner Habilitation arbeitete Rühl ein Jahr lang in Leipzig. Er wechselte 1872 als Privatdozent an die Kaiserliche Universität Dorpat und ging 1874 zu Forschungszwecken nach England. 1875 wurde er in Dorpat zum außerordentlichen a.o. Professor und kurz darauf zum Ordinarius ernannt. 1876 erhielt er einen Ruf an die Albertus-Universität Königsberg auf den Lehrstuhl für Alte Geschichte, der mit dem Weggang Alfred von Gutschmids vakant geworden war. In Königsberg wirkte Rühl 35 Jahre lang in Forschung und Lehre. Während dieser Jahre erschien der Großteil seiner Schriften, darunter auch die bereits erwähnte Ausgabe des Justinus, aber auch zahlreiche Quellenuntersuchungen zu anderen Historikern wie Eutropius, Xenophon. Er war Ehrenmitglied der Burschenschaft Cheruscia Königsberg im ADB.
Politisch liberal eingestellt, verkehrte Rühl in verschiedenen Kreisen der Königsberger Gesellschaft. Vor der Königlichen Deutschen Gesellschaft (Königsberg) hielt er am 28. Mai 1891 die Trauerrede auf Ferdinand Gregorovius. Er wurde in die Stadtverordnetenversammlung gewählt, der er 25 Jahre lang angehörte. Die Albertus-Universität wählte ihn für das akademische Jahr 1905/06 zum Prorektor. Als seine Sehkraft immer mehr nachließ, legte er nach langem Zögern 1911, im Alter von fast 66 Jahren, seine Professur nieder. Er zog zu Genesungszwecken nach Jena, wo er 1912 vollständig erblindete. Dennoch erschienen in den folgenden Jahren acht weitere Schriften aus seiner Feder, darunter die 1912 abgeschlossene Edition Xenophons scripta minora (Leipzig 1915). Am 3. Juli 1915 starb Rühl in Jena im 70. Lebensjahr.

## Schriften (Auswahl)
- Die Quellen Plutarchs im Leben des Kimon. Marburg 1867.
- Justinus epitoma historiarum Philippicarum Pompeii Trogi. B. G. Teubner Verlag, Leipzig 1885.
- Kant über den ewigen Frieden. In: Altpreußische Monatsschrift, NF, Band 29, Königsberg in Pr. 1892, S. 213–227 (Google Books).
- Xenophons scripta minora. Leipzig 1915.